# Traktat wiedeński (1656)
Traktat wiedeński – traktat zawarty 1 grudnia 1656 roku pomiędzy królem Polski Janem Kazimierzem Wazą a cesarzem Świętego Cesarstwa Rzymskiego Ferdynandem III Habsburgiem.
W 1655 roku rozpoczęła się II wojna północna, w której Szwedzi wygrywali, zajmując większą część Rzeczypospolitej Obojga Narodów. Król, który schronił się na Śląsku, szukał sojusznika w wojnie z Królestwem Szwecji. Znalazł go w osobie cesarz Ferdynanda III.
Traktat podpisano 1 grudnia 1656 roku w Wiedniu. Na jego mocy:
- Święte Cesarstwo Rzymskie dołączyło do sojuszu anty – szwedzkiego
- Cesarz zobowiązał się do wysłania 4. tys. żołnierzy austriackich na pomoc królowi polskiemu

Postanowienia sojuszu nie były jednak satysfakcjonujące dla Jana Kazimierza, który liczył na znaczniejszą pomoc ze strony domu Habsburgów. Na dodatek nie zostały one zrealizowane, gdyż po trzech dniach od podpisania traktatu cesarz zmarł.